# گاما (بخش فدرال)
گاما (به پرتغالی: Gama) یک منطقهٔ مسکونی در برزیل است که در ناحیه فدرال (برزیل) واقع شده‌است. گاما ۲۷٫۶۳۴ کیلومتر مربع مساحت و ۱۲۷٬۱۲۱ نفر جمعیت دارد و ۱٬۰۰۰ متر بالاتر از سطح دریا واقع شده‌است.